# EY Близнецов
EY Близнецов (лат. EY Geminorum) — двойная затменная переменная звезда типа Беты Лиры (EB) в созвездии Близнецов на расстоянии (вычисленном из значения параллакса) приблизительно 838 световых лет (около 257 парсек) от Солнца. Видимая звёздная величина звезды — от +13,5m до +12,8m. Орбитальный период — около 0,9411 суток (22,587 часа).

## Характеристики
Первый компонент — жёлтая звезда спектрального класса G. Эффективная температура — около 5822 К.
Второй компонент — жёлтая звезда спектрального класса G.